# Association francophone d'amitié et de liaison
L'Association francophone d'amitié et de liaison (AFAL) est une association à but non lucratif, qui se présente comme une union internationale d'associations et d'organisations non gouvernementales, à vocation sectorielle ou géographique, couvrant les domaines les plus divers de la francophonie.
Son siège est à Paris.
L'AFAL a reçu l'agrément des associations de défense de la langue française. 

## Historique
- 1974 : Création de l’AFAL.
- 1977-1979 : Organisation des rencontres francophones.
- 1983 : L'AFAL est remaniée
- 1984-91 : Organisation de colloques à l’UNESCO.
- 1991 : Agréée par l’UNESCO.
- 1995 : En application de la loi Toubon, l'AFAL reçoit du ministre de la Justice et du ministre de la Culture l'agrément d'association de défense de la langue française[a], qui est renouvelé tous les trois ans depuis lors[b],[c],[d],[e],[f],[g],[h],[i],[j].
- 1996 : Statut consultatif auprès du Conseil de l’Europe.
- 1999 : Membre du conseil d’administration du Comité PECO (Partenariat avec l’Europe Continentale).
- 2000 : L'AFAL est agréée par l’ONU.
- 2001 : Colloque sur le thème « Les associations francophones dans le développement de la francophonie » 
  - Forum des associations francophones bisannuel, en prévision des Sommets.
- 2002 : Colloque « Qu'apportent les associations à la francophonie ? »
- 2005 : Membre consultatif de l'Organisation internationale de la francophonie ; lauréate du prix Charles-Aubert de droit de l’Académie des sciences morales et politiques[1]

## Partenaires

### Pouvoirs publics
- Ministère des Affaires étrangères
- Ministère de l'éducation nationale
- Ministère de la culture et de la communication
- Assemblée nationale

### Organismes et institutions liés à la promotion de la francophonie
- Agence universitaire de la Francophonie
- Alliance française
- FIAP Jean Monnet
- Organisation internationale de la francophonie
- CAVILAM
- Délégation générale du Québec
- Fédération internationale des professeurs de français

### Médias
- TV5 Monde
- La Gazette de la presse francophone
- L'Express
- RFI

### Entreprises
- Air France
- Air Canada